# François de Pierre de Bernis
François de Pierre de Bernis (Nîmes, 29 dicembre 1752 – Parigi, 4 febbraio 1823) è stato un arcivescovo cattolico e politico francese.

## Biografia
Nato il 29 dicembre del 1752 a Nîmes, Francois Pierre de Bernis è il figlio minore di Francesco de Bernis e Anne-Renée Arnaud de Cassagne, nonché nipote del cardinale François-Joachim de Pierre de Bernis.
Riceve l'ordinazione sacerdotale nel 1777. Viene consacrato vescovo da papa Pio VI nella cattedrale di Albi il 30 dicembre 1781. Arcivescovo di Albi, in seguito al Concordato del 1801 si dimette dal suo incarico.
Durante gli stati generali del 1789 è deputato del clero per Carcassonne. Nel 1814 diviene membro della Camera dei pari. Nel 1817 è nominato amministratore apostolico  dell'arcidiocesi di Lione ma non esercita mai questa funzione per l'opposizione del cardinale Joseph Fesch e vi rinuncia de facto nel 1819 lasciando in carica il vicario generale di Fesch.
Arcivescovo di Rouen dal 1819 al 1823, muore il 4 febbraio 1823 a Parigi. Sepolto nella chiesa di San Sulpizio, nel 1875 la sua tomba viene traslata, assieme a quella del cardinale Dominique de La Rochefoucauld, nella cripta nella chiesa di san Gervasio a Rouen.

## Genealogia episcopale e successione apostolica
La genealogia episcopale è:
- Cardinale Scipione Rebiba
- Cardinale Giulio Antonio Santori
- Cardinale Girolamo Bernerio, O.P.
- Arcivescovo Galeazzo Sanvitale
- Cardinale Ludovico Ludovisi
- Cardinale Luigi Caetani
- Cardinale Ulderico Carpegna
- Cardinale Paluzzo Paluzzi Altieri degli Albertoni
- Papa Benedetto XIII
- Papa Benedetto XIV
- Papa Clemente XIII
- Cardinale Giovanni Francesco Albani
- Papa Pio VI
- Arcivescovo François de Pierre de Bernis

La successione apostolica è:
- Cardinale Jean-Baptist-Marie-Anne-Antoine de Latil (1816)
- Arcivescovo Charles Jean-Baptiste des Gallois de La Tour (1819)
- Vescovo Jean-François Martin de Boisville (1822)